# Arnö
Arnö este o arie protejată (arie specială de conservare — SAC, sit de importanță comunitară — SCI) din Suedia întinsă pe o suprafață de 0,68 ha, integral pe uscat.

## Localizare
Centrul sitului Arnö este situat la coordonatele 60°06′31″N 18°38′37″E / 60.1086°N 18.6437°E.

## Înființare
Situl Arnö a fost declarat sit de importanță comunitară în iulie 2000 pentru a proteja 1 specie de plante. Situl a fost protejat și ca arie specială de conservare în martie 2011.

## Biodiversitate
Situată în ecoregiunea boreală, aria protejată conține 1 habitat natural: Alvar nordic și șisturi calcaroase precambriene.
La baza desemnării sitului se află o specie protejată de  plante: Saxifraga osloensis.